# Ioulia Slonimskaïa Sazonova
Pour les articles homonymes, voir Sazonov.
Ioulia Slonimskaïa Sazonova (russe : Юлия Леонидовна Слонимская Сазонова) née le 19 septembre 1884 et morte le 18 novembre 1957, est une femme de lettres, critique et historienne du théâtre, actrice et marionnettiste née en Russie.
Fuyant la Russie après la révolution d'Octobre, elle s'installe en France et continue son métier. Elle écrit et joue des spectacles de marionnettes en Europe et est l'une des critiques de danse et de théâtre les plus prolifiques de la première moitié du XXe siècle. Lorsque la Seconde Guerre mondiale éclate, elle part pour le Portugal puis les États-Unis, avant de rentrer à Paris.

## Jeunesse
Ioulia Leonidovna Slonimskaïa, connue sous le nom de Ditia, nait le 19 septembre 1884 à Saint-Pétersbourg, dans l'Empire russe, de Faina Afanasievna (née Vengerova) et de Leonid-Ludwik Zinovevitch Slonimski (en),. Le couple a au moins 8 enfants, bien que quatre seulement atteignent l'âge adulte, après la mort de triplés en 1887. Ditia est la deuxième enfant de la famille, après Aleksandr (1881-1964), et est suivie par Nicolas (1894-1995), Vladimir (1895-1915) et Mikhaïl (1897-1972). Le père de Ioulia Slonimskaïa est l'éditeur de Le Messager de l'Europe et a suivi une formation de juriste. Sa mère a une formation de médecin, bien qu’elle n’ait pas terminé ses études et appartienne à une famille d’artistes et de littéraires, notamment la pianiste Isabella Vengerova, l’historien Semion Vengerov (en), et Zinaïda Vengerova, traductrice et spécialiste en littérature anglaise et française. Sa grand-mère maternelle, Pauline (née Epstein) Vengerov, a écrit un livre sur la vie de famille juive, Mémoires d'une grand-mère : scènes de l'histoire culturelle des Juifs de Russie au xixe siècle, en 1913, connue pour être l'une des premières œuvres à donner le point de vue d'une femme,.
Bien que sa famille ait des racines juives, la mère de Ioulia, convertie au christianisme orthodoxe, nie cet héritage, ce qui sème souvent la confusion chez ses frères et sœurs. Élevée à Saint-Pétersbourg, elle suit les cours Bestoujev et, sur l'insistance de sa mère, poursuit des études en mathématiques, bien qu'elle étudie également la danse à l'école de ballet impérial et le théâtre à l'école impériale de théâtre . Après avoir suivi un cours à l'école de théâtre de Vladimir Davydov et de Constantin Stanislavski entre 1905 et 1906, Ioulia se voit confier le rôle principal dans une pièce écrite par Evgueni Tchirikov, Les Juifs avec la troupe de théâtre de Lidia Iavorskaïa (ru). Pendant les représentations, elle rencontre l'acteur Piotr Sazonov, qu'elle épouse en 1908. Après avoir obtenu son diplôme en mathématiques, Ioulia choisit de se concentrer sur le ballet et le théâtre et part en tournée en province et écrit sur l'histoire de la danse et du théâtre,.

## Carrière
Après son mariage (1908), Ioulia commence à publier au début des années 1910 des articles sur le théâtre de marionnettes russes et des critiques du ballet et d'histoire du ballet dans le magazine Apollon (russe : Аполлон), remettant en question les théories selon lesquelles ils sont à l’origine des arts pour les élites. Au lieu de cela, elle soutient que les racines de ces arts se trouvent dans les festivals et la culture populaire. En 1915, elle écrit une analyse de l’œuvre d’Alexandre Ostrovski dans le Imperial Theatre Yearbook dans laquelle elle soutient que ses pièces ne peuvent être évaluées sur la seule base des mots, mais qu’il faut rechercher le symbolisme dans son texte.
En 1916, elle met en scène une production opulente de Les Forces de l'amour dans la magie au cabaret La Halte du comédien de Saint-Pétersbourg. La pièce, basée sur une œuvre française du XVIIe siècle, est créée conjointement avec son mari. Elle met en vedette des costumes et des décors conçus par de célèbres designers et des musiciens de renom de l'époque. La même année, elle publie un article sur les marionnettes dans Apollo, qui fournit des informations historiques substantielles sur le métier. En dépit de la guerre qui se déroule, les Sazonov essaient d’introduire les innovations créées dans le métier en Russie au cours des années suivantes, mais en 1920, elle quitte le pays. Elle se rend d'abord en Crimée, où elle rencontre le peintre Nicolas Millioti. Ils débutent alors une liaison et elle tombe enceinte. Elle se réfugie à Constantinople puis à Sofia en 1921, où elle donne naissance au fils de Millioti, Dmitri Petrovitch Sazonov, lui donnant le nom de son mari,.
En 1923, le couple est à Paris et Ioulia reprend la mise en scène de pièces de théâtre de marionnettes. L'une de ses premières productions est un jeu d'ombres basé sur un karaghiosis produit en 1924 par Natalia Gontcharoff. Entre 1925 et 1926, elle tombe extrêmement malade après avoir contracté une infection à la suite d'une appendicectomie. L’expérience change sa vision de la vie en général, mais plus particulièrement de l’art, ce qui l'amène à affirmer ensuite que les traditions se trouvent améliorées par la fusion des expériences culturelles. Elle pense que les personnes vivant en exil considèrent leur propre culture d'un œil neuf, car l'interaction entre les différentes cultures renforcent les meilleures part des traditions et estime que la censure nuit à la création artistique. En 1926, elle est suffisamment rétablie pour repartir sur la route avec son théâtre de marionnettes, où ses petites marionnettes en bois se produisent pour la première fois à La Haye.
Dans les années 1930, Ioulia écrit une étude sur les performances de Serge de Diaghilev, La Chorégraphie des ballets de Diaghilew, pour la revue littéraire Cisla,, examine l'œuvre d'Anna Pavlova dans une œuvre du même nom de La Revue Musicale en 1931 et en 1937, publie La Vie de la danse. Du ballet comique de La Reine à Icare, dans lequel elle analyse la transmission du ballet de France à la Russie et l'impact de Serge Lifar sur ce processus. Ioulia Sazonova est l'une des femmes critiques de danse parisiennes les plus reconnues dans la première moitié du XXe siècle, publiant régulièrement des articles dans La Nouvelle Revue Française et La Revue Musicale.
Au déclenchement de la Seconde Guerre mondiale, Ioulia Sazonova part pour le Portugal puis les États-Unis. Malgré ses compétences limitées en anglais, elle trouve du travail en tant qu'enseignante et continue d'écrire. Elle revient en France en 1955 où elle retrouve Millioti et son fils.

## Mort et héritage
Ioulia Sazonova meurt le 18 novembre 1957 et est enterrée dans le cimetière russe de Sainte-Geneviève-des-Bois, près de Paris.

### Citations
1. ↑  Notice de la BnF
2. 1 2  Носик 2016, p. 759.
3. ↑  Slonimsky 2012, p. 6, 7.
4. 1 2  Шуклина 2004, p. 8.
5. ↑  Slonimsky 2012, p. 7.
6. ↑  Slonimsky 2012, p. 8-9.
7. ↑  Шуклина, p. 7.
8. 1 2  Slonimsky 2012, p. 6-7.
9. ↑  Шуклина 2004, p. 7.
10. ↑  Шуклина 2004, p. 7-8.
11. 1 2  Шуклина 2004, p. 9.
12. 1 2 3 4 5  Slonimsky 2012, p. 8.
13. ↑  Шуклина 2004, p. 9-10.
14. ↑  Шуклина 2004, p. 11.
15. 1 2  Posner 2012, p. 120.
16. ↑  Шуклина 2004, p. 14.
17. ↑  ArtDaily 2015.
18. ↑  Шуклина 2004, p. 15.
19. ↑  Шуклина 2004, p. 16.
20. ↑  Sazonova, Goncharova et Milioti 1926.
21. ↑  Veroli 2010, p. 208.
22. 1 2  Livak 2010, p. 352.
23. ↑  Veroli 2010, p. 209.
24. ↑  Karthas 2015, p. 65-66.
25. ↑  Slonimsky 2012, p. 9.